# 夏木順平
夏木 順平（、1918年〈大正7年〉6月15日 - 2010年〈平成22年〉2月21日）は、日本の俳優。本名は尾崎 寿雄。福岡県北九州市出身。

## 来歴・人物
専属制が固まる前の1949年から東宝で俳優として活躍。同じく東宝で活動していた加藤茂雄によれば、当初は演技協社（全国映画演劇労働組合東宝演技者支部）と契約しており、1954年に第一次専属俳優が集められた際に加藤らとともに東宝専属になったという。
痩けた頬が特徴。あまり目立たず、クレジットすらされないような端役ばかりを演じているが、特撮映画のほとんどに出演しているほか、黒澤明、岡本喜八などの作品にも頻繁に登場している。
1971年、東宝専属制度の崩壊後は新星プログループに所属し、1990年代まで多くの映画やテレビドラマに出演していた。
2010年2月21日、死去した。満91歳没。

## 出演作品

### 映画
- 生きる（1952年） - 病院の患者・鈴木孝[注釈 1]
- 港へ来た男（1952年）
- 太平洋の鷲（1953年） - 新聞を見る男[要出典][注釈 1]
- 赤線基地（1953年） - 学校の小使さん
- プーサン（1953年） - 警察署の男[注釈 1]
- さらばラバウル（1954年） - 輸送船の船員[注釈 1]
- 七人の侍（1954年） - 百姓
- ゴジラシリーズ
  - ゴジラ（1954年） - 国会議員[要出典]、変電所技師[1][2][3][注釈 1]
  - ゴジラの逆襲（1955年） - 囚人F[2][8][5]、海洋漁業北海道支社員[5]
  - キングコング対ゴジラ（1962年） - ファロ島民、避難する男][要出典][注釈 1]
  - モスラ対ゴジラ（1964年） - 毎朝新聞社員[4]、倉田浜干拓地の男[5]、インファント島民[4] [注釈 1]
  - 三大怪獣 地球最大の決戦（1964年） - 宇宙円盤クラブ会員[要出典][注釈 1]
  - 怪獣大戦争（1965年） - 宇宙局局員[要出典][注釈 1]
  - 怪獣総進撃（1968年） - 防衛軍参謀[要出典][注釈 1]
  - ゴジラ・ミニラ・ガバラ オール怪獣大進撃（1969年） - 野次馬[要出典][注釈 1]
  - ゴジラ対ヘドラ（1971年） - 草陰の老人[要出典][注釈 1]
  - メカゴジラの逆襲（1975年） - 写真の学者[5][注釈 1]
- 透明人間（1954年） - 宝石店の事件を知らせる男[要出典][注釈 1]
- 驟雨（1956年） - 石焼芋屋
- 空の大怪獣ラドン（1956年） - 炭坑病院の男[9][注釈 1]
- 白夫人の妖恋（1956年） - 許仙の店の客[要出典][注釈 1]
- 山鳩（1957年） - 保線区工手長
- 続続大番・怒濤篇（1957年） - いいこのおっさん
- 大怪獣バラン（1958年） - 部落の男[要出典][注釈 1]
- 隠し砦の三悪人（1958年） - バクチ仲間
- 裸の大将（1958年） - 駅員[注釈 1]
- 孫悟空（1959年）
- 日本誕生（1959年） - 尾張の民[10][注釈 1]
- 宇宙大戦争（1959年） - 演説の聴衆[要出典][注釈 1]
- 暗黒街の対決（1960年） - 大岡組の子分[注釈 1]
- 変身人間シリーズ
  - 電送人間（1960年） - 多摩川園の警官[要出典][注釈 1]
  - ガス人間第一号（1960年） - 記者[要出典][注釈 1]
- 花のセールスマン 背広三四郎（1960年） - 守衛
- 独立愚連隊西へ（1960年） - 八路軍兵士
- ハワイ・ミッドウェイ大海空戦 太平洋の嵐（1960年） - 村人[要出典][注釈 1]
- 用心棒（1961年） - 清兵衛の子分
- 大学の若大将（1961年） - バスの乗客[注釈 1]
- モスラ（1961年） - 茶店の亭主[11][2][3]
- 世界大戦争（1961年） - 子供を迎えに来た男[要出典][注釈 1]
- 妖星ゴラス（1962年） - 喪服の男[要出典][注釈 1]
- 忠臣蔵 花の巻・雪の巻（1962年） - 八助
- 太平洋の翼（1963年） - 木根川町の避難民[要出典]
- 海底軍艦（1963年） - 飛行機の乗客[要出典][注釈 1]
- ああ爆弾（1964年） - 市会議員立候補者[注釈 1]
- 君も出世ができる（1964年） - 羽田空港到着出口の男
- クレージー映画
  - 無責任遊侠伝（1964年） - 焼芋屋の親父
  - 大冒険（1965年） - 東京駅の男[要出典][注釈 1]
  - 日本一のゴリガン男（1966年） - 弔問客
  - クレージーだよ奇想天外（1966年） - 駅の男、ストリップショーの客、議員 [注釈 1]
  - クレージー黄金作戦（1967年） - 陳情団
  - クレージーの怪盗ジバコ（1967年） - W.C.W.C.歓迎団団員[注釈 1]
  - 日本一の裏切り男（1968年） - 武の部下
  - 奇々怪々 俺は誰だ?!（1969年） - 精神病院の患者
  - クレージーの殴り込み清水港（1970年） - 渡し舟の客
- 宇宙大怪獣ドゴラ（1964年） - 福岡の観光客、新聞記者[要出典][注釈 1]
- フランケンシュタイン対地底怪獣（1965年） - 広島の農夫、自衛隊員、村の消防団[要出典][注釈 1]
- フランケンシュタインの怪獣 サンダ対ガイラ（1966年） - 地引網の漁夫、記者[要出典][注釈 1]
- 奇巌城の冒険（1966年） - 敦煌の民、ペシルの民 [注釈 1]
- キングコングの逆襲（1967年） - 輸送船船員（ドクター・フーの手下）[要出典][注釈 1]
- 8.15シリーズ
  - 日本のいちばん長い日（1967年） - ビラを拾う鳥居前の男[注釈 1]
  - 連合艦隊司令長官 山本五十六（1968年） - 宴席の男、記者、ガダルガナル島の兵[要出典][注釈 1]
  - 日本海大海戦（1969年） - 常陸丸を見送る住民、宮古島の住民、五島列島の住民[要出典][注釈 1]
  - 激動の昭和史 軍閥（1970年） - 毎日新聞の記者、市民[注釈 1]
  - 激動の昭和史 沖縄決戦（1971年） - 渡辺中将の講演を聞く市民、県庁幹部、疎開する県民[要出典][注釈 1]
- 空想天国（1968年） - 海東駅の男
- 昭和ひとけた社長対ふたけた社員 月月火水木金金（1971年） - 喫茶店の客
- 紙芝居昭和史 黄金バットがやって来る（1972年） - 自転車屋
- 日本沈没（1973年） - 列車の難民[要出典][注釈 1]
- 放課後（1973年） - たばこ屋の店主[注釈 1]
- 愛こんにちは（1974年） - 金魚屋
- ノストラダムスの大予言（1974年） - ナメクジに集まる野次馬[要出典][注釈 1]
- 華麗なる一族（1974年） - 阪神特殊鋼事故会見場の記者[注釈 1]
- 金環蝕（1975年） - 電力開発理事[注釈 1]
- 告訴せず（1975年） - 大浴場の客
- ブルージーンズ メモリー（1981年） - 老船員
- 夢（1990年）
- 八月の狂詩曲（1991年）
- 大病人（1993年） - 病院の患者

### テレビドラマ
- ウルトラQ
  - 第3話「宇宙からの贈りもの」（1966年） - 大蔵島自警団[注釈 1]
  - 第4話「マンモスフラワー」（1966年） - 野次馬[注釈 1]
  - 第17話「1/8計画」（1966年） - 1/8都市の警官[注釈 1]
- 桃太郎侍 第2話「二人の女」（1967年）
- マイティジャック 第10話「爆破指令」（1968年） - 労務者[注釈 1]
- 帰ってきたウルトラマン 第1話「怪獣総進撃」（1971年） - 老人
- 愛の戦士レインボーマン 第19話「空転! ムササビ殺法」（1973年） - 孫作
- 太陽にほえろ!
  - 第31話「お母さんと呼んで」（1973年） - 靴磨きの男
  - 第75話「仕掛けられた銃声」（1973年）
  - 第76話「おふくろ」（1973年）
  - 第649話「ラストダンス」（1985年） - 目撃者の老人
- 魔人ハンター ミツルギ 第7話「動く大要塞ロードス!!」（1973年） - 爺様
- 花王 愛の劇場 放浪記 第28話（1974年）
- 日本沈没
  - 第5話「いま、島が沈む」（1974年） - 島民
  - 第20話「沈みゆく北海道」（1975年） - 逃げ遅れた住民[注釈 1]
- 傷だらけの天使 第11話「シンデレラの死に母の歌を」（1974年）
- 電人ザボーガー 第42話「魔神三ツ首竜 その謎をあばけ!」（1975年） - 老人
- 伝七捕物帳 （NTV）
  - 第69話「明暗二筋道」（1975年） - 竹松
  - 第71話「むすめ捕物花ざかり」（1975年）
  - 第84話 「子はかすがい情けの絆」（1975年）
  - 第92話 「涙にかくす親ごころ」（1975年） - 参詣人
  - 第110話「父と呼ばれて15年」（1976年） - 茂助
  - 第114話「鳩笛恨み唄」（1976年）
  - 第135話「江戸の悪太郎」（1977年）
  - 第144話「男一匹度胸が御座る」（1977年）
  - 第154話「狙われた赤ン坊」（1977年）
  - 第156話「江戸母恋い唄」（1977年）
  - 第157話「恋の掛け橋情の涙」（1977年） - 茶屋の主人
- 江戸の旋風II 第33話「悲しい幼な妻」（1976年）
- 気まぐれ天使 第4話「笛吹けど……」（1976年）
- 大江戸捜査網
  - 第291話「いのち笛を吹く殺し屋」（1977年）
  - 第311話「父子同心復讐の子守唄」（1977年）
  - 第370話「汚名に賭けた目明し無情」（1978年）
  - 第516話「意地悪婆さん、危機一髪」（1981年）
  - 第523話「危機一発 貝になった娘」（1981年）
- 破れ奉行 第34話「難波屋おきたが二人いた!」（1977年）
- ご存知!女ねずみ小僧 第22話「お京さん旅みやげ」（1977年） - 番頭
- 新五捕物帳
  - 第27話「愛の調べに架ける虹」（1978年）
  - 第38話「友の情けに廻る独楽」（1978年）
  - 第49話「葵頭巾参上」（1978年）
  - 第162話「間抜けな英雄」（1981年）
- 若さま侍捕物帳 第4話「参上!! 悲恋の罠」（1978年）
- 西遊記
  - 第3話「三兄弟・天竺への誓い」（1978年） - 村人
  - 第7話「日照り妖怪の子守唄」（1978年） - 村人
  - 第21話「豚教国 翠蓮王女いざ出陣!」（1979年） - 朱紫国の民
- ふしぎ犬トントン
  - 第3話「消えたエンドマーク」（1978年）
  - 第22話「カミシバイの名探偵」（1979年）
- 同心部屋御用帳 江戸の旋風IV 第24話「兄ちゃんがくれた風車」（1979年）
- 江戸の激斗（1979年）
  - 第4話「地獄の虫を叩っ斬れ!」
  - 第8話「宿場の対決」
- 新・江戸の旋風 第2話「山吹色は悪の色」（1980年）
- 西遊記II 第18話「悟空叛乱 一人ぼっちの妖怪」（1980年）
- 猿飛佐助 第6話「巨大軍船の恐怖」（1980年） - 村の男
- 江戸の朝焼け 第8話「遥かなる母」（1980年）
- 火曜サスペンス劇場「球形の荒野」（1981年）
- 同心暁蘭之介
  - 第12話「密会の女」（1981年）
  - 第19話「仇討浪人うらみ花」（1982年）
- 大河ドラマ / 峠の群像（1982年） - 村松喜兵衛
- 誇りの報酬 第15話「刑事になった理由」（1986年） - アパート管理人